# Lepidium capense
Lepidium capense är en korsblommig växtart som beskrevs av Carl Peter Thunberg. Lepidium capense ingår i släktet krassingar, och familjen korsblommiga växter. Inga underarter finns listade i Catalogue of Life.